# Horizons sans frontières
Pour plus de détails, voir Fiche technique et Distribution.
Horizons sans frontières (The Sundowners) est un film américano-australo-britannique réalisé par Fred Zinnemann, sorti en 1960.

## Synopsis
La vie quotidienne dans l'Australie des années 1920 de la famille Carmody. Le père Paddy, la mère Ida et leur fils Sean se déplacent en caravane au gré des missions de convoyage de bétail qui leur sont confiées.

## Fiche technique
- Titre : Horizons sans frontières
- Titre original : The Sundowners
- Réalisation : Fred Zinnemann
- Scénario : Isobel Lennart, d'après la saga familiale The Sundowners (L'Autre vallée en français), publiée en 1952 par Jon Cleary
- Musique : Dimitri Tiomkin
- Photographie : Jack Hildyard
- Montage : Jack Harris
- Direction artistique : Michael Stringer
- Costumes : Elizabeth Haffenden et Joan Bridge
- Pays d'origine :  États-Unis /  Australie /  Royaume-Uni
- Langue de tournage : anglais
- Tournage :
  - Intérieurs : Studios d'Elstree (Royaume-Uni)
  - Extérieurs en Australie : Carriewerloo Station, Chaîne de Flinders, Cooma, Corrabera Station, Hawker, Iron Knob, Nimmitabel, Port Augusta, Quom, Saltia Creek, Snowy Mountains, Whyalla
- Producteur : Gerry Blattner
- Société de production : Warner Bros. Pictures
- Société de distribution : Warner Bros. Pictures
- Format : couleur par Technicolor — 35 mm — 1,85:1 — son monophonique (RCA Sound Recording)
- Genre : film d'aventure
- Durée : 133 minutes
- Dates de sortie : 8 décembre 1960 aux États-Unis (première à New York)

## Distribution
- Deborah Kerr  (V.F : Jacqueline Porel) : Ida Carmody / Anna
- Robert Mitchum (V.F : Claude Bertrand) : Paddy Carmody
- Peter Ustinov  (V.F : Pierre Leproux) : Rupert Venneker / Robert
- Michael Anderson Jr. : Sean Carmody / Charles
- Glynis Johns  (V.F : Lita Recio) : Gertrude Firth
- Dina Merrill  (V.F : Nadine Alari) : Jean Halstead
- Chips Rafferty (V.F : William Sabatier) : Quinlan
- Lola Brooks : Liz Brown
- Wylie Watson  (V.F : Serge Nadaud) : Herbert Johnson
- John Meillon (V.F : Roger Rudel) : Bluey Brown
- Ronald Fraser  (V.F : Robert Dalban) : Ocker
- Ewen Solon  (V.F : Rene Arrieu) : Halstead
- Bryan Pringle (V.F : Henri Djanik) : PC Thomas
- Colin Tapley : Palmer
- Molly Urquhart : Mme Bateman

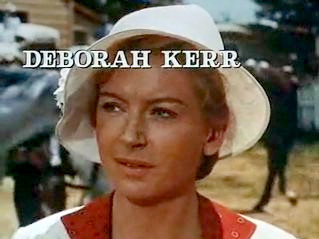
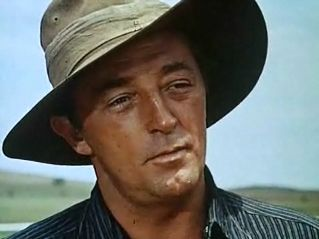
Robert Mitchum
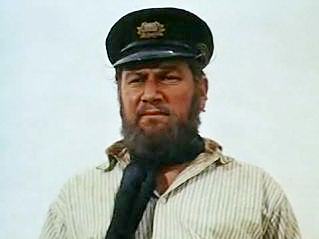
Peter Ustinov
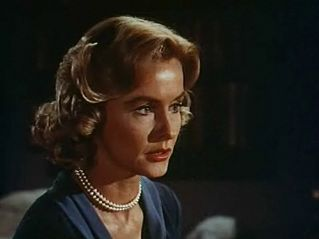
Dina Merrill
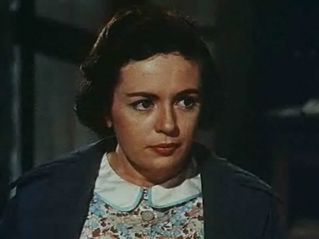
Lola Brooks
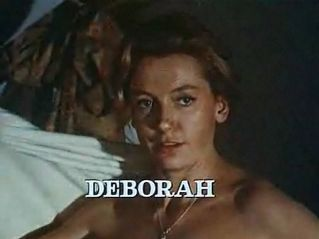